# Мирза Юсиф Карабаги
Мирза Юсиф Нерсесов Карабаги (настоящее имя - Овсеп Нерсисянц; 1798, Гадрут — 1864, Шуша) — историк , автор сочинения «Тарих-е сафи» (перс. تاريخ صافى‎ - «Правдивая история») на персидском языке по истории Карабаха XVIII века.

## Биография
Мирза Юсиф Карабаги родился в 1798 году в деревне Гадрут Карабахского ханства. Нерсес, отец Мирзы Юсифа, был армянином и работал кузнецом.
Во время русско-иранской войны (1804-1805 гг.), когда Овсепу было 8-9 лет, он был похищен персидскими солдатами и увезён в Иран. Там он был обращен в ислам и получил имя Юсиф, или Юсуф, и отдан на учебу в Тебризе. Окончив курс обучения, Юсуф получил титул «мирзы» и начал работать в «диванхане» (канцелярии) Амир-хана Сардара. В период проживания в Иране в совершенстве освоил персидский, турецкий и арабский языки.
После заключения Туркманчайского мирного договора в 1828 году Мирза Юсуф вернулся в родной Карабах, где был крещён архиепископом Багдасаром Хасан-Джалаляном. После отказа его жены - тюрчанки из Табриза - принять христианство, Мирза Юсуф развёлся с ней и женился на армянке Шогакат, ставшей матерью его пятерых детей: Александра, Екатерины, Николая, Нерсеса и Анны. В первый период своего возвращения в Карабах Мирзы Юсиф еще подписывался «Агарским» и лишь впоследствии стал подписываться «Карабаги», а по-русски «Шушинский».
Из-за того, что он прекрасно знал восточные языки, много лет работал в Шуше в государственном учреждении, а также учителем персидского языка в местной школе. О его педагогической деятельности в архиве имеются любопытные сведения: «Вернувшись на свою родину, в Карабах, Мирза-Юсиф предался мирному занятию — обучению детей персидской литературе. С детьми, как своими, так и посторонними, он обращался гуманно. Учеников своих он часто брал на прогулки и занимался с ними на открытом воздухе, вдали от городского шума, знакомя их наглядно с природой и облагораживая миросозерцание их».
Однако возвращение в «лоно» армянской церкви для него не только не означало отхода от персидского языка и литературы, но как раз именно с этого времени начинается блестящая пора его деятельности как поэта и историка и исследователя персидской литературы.
В 1850-е годы он служил у командующего войсками северного Дагестана полковника Орбелиани в качестве переводчика, и через него шла вся переписка с Шамилем и другими лезгинскими ханами, которая велась преимущественно на арабском языке.
Через три года службы в Дагестане Мирза Юсиф вернулся обратно в Шушу, где в 1864 году и умер.

## «Тарих-е сафи» («Правдивая история»)
Произведение «Тарих-е сафи» («Правдивая история») представляет большой интерес для изучения истории Карабаха XVIII—XIX веков. Единственная рукопись данного исторического источника хранится в Отделе восточных языков Института рукописей им. К. Кекелидзе в Грузии.
При написании работы Мирза Юсуф Нерсесов опирался на «Историю Армении» Микаэла Чамчяна. Некоторые части VIII и IX глав «Правдивой истории» обнаруживают сходство с азербайджаноязычным произведением «Карабах-наме» Мирзы Адигёзал-бека. Также Мирза Юсуф использовал персоязычное сочинение «Тарих-е Надири» Мирзы Мезди-хана Астрабадского, народные предания и другие источники.

В «Правдивой истории» Мирза Юсуф Нерсесов отмечает, что «Карабах составляет часть Армении» и «издревле был населен армянами». Он также выражает озабоченность в связи с разрушительными последствиями заселения региона мусульманами, ведущими кочевой образ жизни. В главе «Об историческом прошлом Армянского царства, магалов Хамсы и Зангезура. О происхождении и родословной меликов и ханов» автор пишет:
Известно, что Карабах составляет часть Армении <...>
В Карабахе было несколько крупных городов. Среди них - Мехр, который сегодня известен под названием Мил, город Баби, Барда и другие. Все они были разрушены в результате походов армий чужестранцев, а их население для сохранения своих жизней и чести поселились в горных районах.
В стародавние времена часть мусульманского населения Арага и Азербайджана пришла и поселилась в Карабахе, Шамахе и Шаки до Алазанской долины. Во времена Сефевидов часть армянского населения Джульфы была переселена в Исфахан, поэтому и сегодня там есть поселение под названием Новая Джульфа. Сельское население горных районов Карабаха по большей части состояло из горожан, которые, не выдержав насилия со стороны жестоких правителей, рассеялись и нашли убежище в неприступных горах <...>

Таким образом, некоторые регионы и сёла сейчас разрушены, заброшены и находятся в запустении... Словом, плодородные земли остались невозделанными, и большая их часть заселена кочевыми племенами.
В книге кратко отражены события национально-освободительной борьбы армян Карабаха и Зангезура под предводительством Давид-бека и Авана Юзбаши в 1722—1731 годах, а также повествуется о борьбе армянских меликов Карабаха с мусульманскими ханами. В «Правдивой истории» даются ценные сведения об экспансионистской внешней политике карабахских ханов, об усилении их власти и политике переселения тюркских и курдских кочевых племён в регион, приведшей к увеличению мусульманского населения.
Автор также даёт полное описание русско-персидских войн в начале XIX века и сообщает об обороне Шуши армянским населением города и русским гарнизоном во время нашествия Аббаса Мирзы. Мирза Юсуф Нерсесов был очевидцем этих событий.

## Другие труды
В Темирхан-Шуре (ныне Буйнакск) Мирза Юсиф издал литографским способом свою книгу «Сборник стихотворений Вагифа и других его современников» (1857 г.), в котором были собраны работы азербайджанских авторов XVIII-XIX веков.
Эту книгу он писал в течение почти тридцати лет. К составлению «Сборника» Мирза Юсиф приступил еще в 1828 г. В этой книге собраны произведения авторов, из которых отнюдь не всех можно считать современниками Вагифа. Здесь представлены такие авторы, творчество которых падает не на более поздний период, чем 1830-е годы. Следовательно, и сама стабилизация состава авторов, входящих в «Сборник», произошла приблизительно около этого же времени. Об этом позволяют судить известные нам рукописные экземпляры этой книги. Один такой ее экземпляр (автограф?) находится в составе книг, бывших в личном пользовании М. Ф. Ахундова и входивших в его библиотеку.
Обычной формой распространения в Закавказье книги в 1830-40-х годах была рукопись, и многочисленные переписчики-каллиграфы (хошневисы) существовали этим трудом. К числу их относился и сам Мирза Юсиф, являвшийся одним из самых популярных хошневисов того времени.
«Сборник» распространялся тем же обычным способом и, следовательно, возымел свое действие именно в 30-х и 40-х годах, вытесняя здесь, очевидно, не мало «джунгов» — безымянных авторов-составителей. Мирза Юсиф в 1855—1857 гг. получил лишь возможность осуществить литографское издание, к чему он, очевидно, стремился уже давно.
Работой над сборником Мирзу Юсуфа побудили литературные события, связанные с деятельностью поэтессы Ашуг Пери.
Ему удалось собрать произведения ряда авторов, составить краткий, но более точный, чем у М. Ф. Ахундова, биографический очерк о Вагифе, распространить эту свою книгу в рукописи и даже осуществить ее литографированное издание.